# Mário Zagallo
Mário Zagallo, właśc. Mário Jorge Lobo Zagallo (ur. 9 sierpnia 1931 w Atalaii, zm. 5 stycznia 2024 w Rio de Janeiro) – brazylijski piłkarz i trener piłkarski. Był podstawowym zawodnikiem reprezentacji Brazylii, która dwukrotnie – w 1958 i 1962 roku – zdobyła mistrzostwo świata. Osiem lat po tym ostatnim zwycięstwie na mundialu 1970 pełnił obowiązki selekcjonera canarinhos. Doprowadził ich wówczas do trzeciego w historii triumfu na światowym czempionacie. Od 1994 do 1998 roku po raz drugi prowadził drużynę narodową. W tym czasie Brazylijczycy zdobyli mistrzostwo Ameryki Południowej i dotarli do finału mundialu 1998, w którym przegrali z Francją.

## Kariera piłkarska
Jest wychowankiem klubu America Rio de Janeiro. Później grał we CR Flamengo i Botafogo FR.
W 1958 roku w miejsce kontuzjowanego Pepego został powołany do reprezentacji Brazylii na finały mistrzostw świata. W turnieju wystąpił we wszystkich sześciu meczach. Skuteczna współpraca w drugiej linii m.in. z Garrinchą, Pelém i Vavą przyczyniła się do zdobycia przez canarinhos złotego medalu. W finale, w którym podopieczni Vicente Feoli pokonali 5:2 Szwecję, Zagallo zdobył jedną bramkę.
Cztery lata później także był podstawowym zawodnikiem drużyny narodowej i zagrał we wszystkich spotkaniach. Brazylijczycy, tym razem dowodzeni przez Aimoré Moreirę, ponownie okazali się najlepsi na światowym czempionacie. Zagallo w turnieju strzelił jednego gola, w pierwszym meczu z Meksykiem.

## Sukcesy piłkarskie
W reprezentacji Brazylii od 1958 do 1964 roku rozegrał 33 mecze (z nieoficjalnymi – 43) i strzelił 6 goli. Dwa razy zdobył mistrzostwo świata 1958 i 1962.

## Charakterystyka zawodnika
Grał na pozycji lewoskrzydłowego. Nie czarował kibiców, jak Garrincha, Vavá lub Pelé, bajecznym wyszkoleniem technicznym, był piłkarzem od tzw. „czarnej roboty”. W reprezentacji występował najczęściej tuż za napastnikami, selekcjoner Vicente Feola nazywał go „fałszywym skrzydłowym”, czyli takim, który gra bliżej środkowej strefy boiska, a jednocześnie wspomaga zarówno defensywę, jak i atak.

## Kariera szkoleniowa
Po zakończeniu kariery sportowej, w połowie lat 60. szkolił grupy młodzieżowe, a następnie seniorów w Botafogo FR.
Wiosną 1970 roku na kilka tygodni przed mundialem zaufanie władz piłkarskiej federacji stracił selekcjoner João Saldanha. Żaden ze znanych szkoleniowców nie chciał przejąć po nim obowiązków i wybór władz związku ostatecznie padł na Zagallo. Drużyna, uważana przez wielu specjalistów za najlepszą w historii, z lewoskrzydłowym Tostão, prawoskrzydłowym Jairzinho, napastnikiem Pelé, pomocnikami Rivelino, Gérsonem i Clodoaldo i kapitanem Carlosem Alberto, wygrała wszystkie mecze i Brazylia po raz trzeci zdobyła mistrzostwo świata. Zagallo był pierwszym człowiekiem, który dokonał tego zarówno jako piłkarz, jak i trener.
W 1974 roku canarinhos przegrali w decydującym meczu drugiej rundy z Holandią i zamiast grą w finale musieli zadowolić się meczem o trzecie miejsce. Tu po bramce Grzegorza Laty ulegli 0:1 Polsce. Lokatę poza podium przyjęto w Brazylii bardzo krytycznie i Zagallo po czterech latach pracy selekcjonerskiej został zdymisjonowany.
Wyjechał z ojczyzny nad Zatokę Perską, gdzie objął reprezentację Kuwejtu. Potem prowadził drużynę narodową Arabii Saudyjskiej, saudyjski klub Al-Hilal i w Brazylii – CR Vasco da Gama, CR Flamengo i Fluminense FC. Z reprezentacją Zjednoczonych Emiratów Arabskich awansował na mundial 1990, ale na początku 1990 roku otrzymał wymówienie z pracy. Zastąpił go Polak Bernard Blaut, którego już po kilku tygodniach zmienił inny Brazylijczyk Carlos Alberto Parreira. Zagallo współpracował z nim w czasie mundialu w 1970 roku.
W 1991 selekcjonerem canarinhos mianowano Parreirę. Wkrótce Zagallo został jego pierwszym asystentem. Duet szkoleniowców doprowadził reprezentację Brazylii do triumfu w mundialu 1994.
Po turnieju Parreira podał się do dymisji, a jego następcą, po raz drugi w karierze, został 63-letni Zagallo. W czasie mundialu 1998 Brazylijczycy, wśród których wyróżniali się Ronaldo, Cafu, Roberto Carlos, Leonardo, kapitan Dunga i Bebeto, mimo porażki w grupie z Norwegią, dotarli do finału imprezy. W meczu o złoty medal ulegli 0:3 Francuzom, a niepowodzenie spowodowane było głównie tajemniczą niedyspozycją napastnika Ronaldo. Po turnieju Zagallo stracił posadę selekcjonera.
Od 2002 do 2006 roku ponownie pomagał Carlosowi Alberto Parreirze w prowadzeniu reprezentacji, która na mundialu 2006 dotarła do ćwierćfinału.

## Sukcesy
- Piłkarz: Flamengo
- Mistrzostwa stanu Rio de Janeiro: 1953, 1954, 1955
- Botafogo
- Turniej Rio-São Paulo: 1962, 1964
- Mistrzostwa stanu Rio de Janeiro: 1961, 1962
- Brazylia
- Mistrzostwa Świata FIFA: 1958, 1962
- Drugie miejsce Copa America: 1959 Indywidualny
- Drużyna gwiazd Mistrzostw Świata FIFA: 1962
- Galeria Sław Brazylijskiego Muzeum Piłki Nożnej
- Trener:
- Botafogo
- Mistrzostwa Brazylii Serie A: 1968
- Mistrzostwa stanu Rio de Janeiro: 1967, 1968
- Fluminense
- Mistrzostwa stanu Rio de Janeiro: 1971
- Flamengo
- Puchar Mistrzów: 2001
- Mistrzostwa stanu Rio de Janeiro: 1972, 2001 Al-Hilal Saudyjska Premier League: 1978–1979 Brazylia
- Mistrzostwa Świata FIFA: 1970 (i 1994 jako asystent); drugie miejsce: 1998 pozłacany medal za IV miejsce na MŚ 1974
- Puchar Konfederacji FIFA: 1997
- Copa America: 1997
- Drugie miejsce: 1995
- Drugie miejsce w Złotym Pucharze CONCACAF: 1996; trzecie miejsce: 1998
- Kuwejt
- Wicemistrzostwo AFC w Pucharze Azji: 1976
- Indywidualny
- Najlepszy trener narodowy IFFHS na świecie: 1997
- World Soccer Magazine 9. Najlepszy menedżer wszech czasów: 2013
- FourFourTwo 27. największy menedżer wszech czasów: 2020
- Tylko Zagallo, Franz Beckenbauer (1974 i 1990) i Didier Deschamps (1998 i 2018) zdobyli tytuł mistrza świata jako piłkarze i trenerzy. Brazylijczyk był jednak pierwszym, który tego dokonał.